# Daniel Marsh Frost

Daniel Marsh Frost

Daniel Marsh Frost (* 9. August 1823 im Schenectady County, New York; † 29. Oktober 1900 in St. Louis, Missouri) war ein Brigadegeneral der Konföderierten Staaten von Amerika im Bürgerkrieg.

## Leben
Nach seiner regulären Schulzeit besuchte Frost die US-Militärakademie in West Point, die er 1844 als Vierter seines Jahrgangs erfolgreich abschloss. Anschließend diente er als Leutnant im Mexikanisch-Amerikanischen Krieg 1846–1848 und wurde für seine Tapferkeit ausgezeichnet. 1853 quittierte er den Dienst und zog nach St. Louis, wo er Teilhaber eines Planungsbüros für Mühlen wurde und sich mit Politik beschäftigte. Zwischen 1854 und 1858 gehörte er dem Senat von Missouri an.
Bei Ausbruch des Bürgerkrieges war Frost Brigadegeneral der Missouri-Miliz und leitete ein geheimes Camp außerhalb der Stadt, das das Ziel hatte, ein Waffenarsenal der Unionsarmee zu überfallen. Der Plan wurde allerdings aufgedeckt und alle Camp-Mitglieder verhaftet. Frost wurde kurz darauf aber auf Ehrenwort wieder entlassen. Am 3. März 1862 wurde er Brigadegeneral des konföderierten Heeres und diente anschließend als Generalinspekteur für General Braxton Bragg.
1863 wurde seine Familie von ihrem Land vertrieben, da sie mit den Konföderierten sympathisierte, woraufhin Frost den Dienst quittierte und mit seiner Familie nach Kanada zog. Erst 1865, nach Kriegsende, ging er mit seiner Familie zurück nach St. Louis und bewirtschaftete wieder sein Land bis zu seinem Tod im Jahr 1900.